# Liburnascincus
Liburnascincus is een geslacht van hagedissen uit de familie skinken (Scincidae).

## Naam en indeling
De wetenschappelijke naam van de groep werd voor het eerst voorgesteld door Richard Walter Wells en Cliff Ross Wellington in 1984. Er zijn vier soorten, inclusief de pas in 2015 beschreven soort Liburnascincus artemis. In de literatuur wordt deze skink nog niet overal vermeld. De andere drie soorten werden lange tijd tot het geslacht Carlia gerekend.

## Uiterlijke kenmerken
De lichaamslengte zonder staart is ongeveer 5,5 tot zeven centimeter. De staart is langer dan het lichaam. De soorten hebben meestal een bruine lichaamskleur met vlekken of strepen. De soort Liburnascincus coensis heeft een zeer donkere tot zwarte kleur met een gele tot witte middenstreep op de rug en afstekende vlekken langs de flanken in dezelfde kleur.
De poten zijn goed ontwikkeld en zijn relatief lang. De voorpoten dragen vier vingers, de achterpoten hebben vijf tenen. De frontoparietaalschubben zijn versmolten tot een enkele schub. De oogleden zijn beweeglijk, in het onderste ooglid is een doorzichtig venster aanwezig zodat de hagedis met gesloten ogen toch kan zien.

## Verspreiding en habitat
Alle soorten komen endemisch voor in Australië en alleen in de staat Queensland.
De habitat bestaat uit droge, rotsige streken met veel woekerende planten. De hagedissen leven in open, zonbeschenen rotspartijen zoals rotsige hellingen of ontsluitingen.
Door de internationale natuurbeschermingsorganisatie IUCN is aan alle soorten de beschermingsstatus 'veilig' toegewezen (Least Concern of LC).

## Levenswijze
De skinken zonnen graag op de rotsen en zijn dan zeer snel. Ze kunnen goed klimmen en kunnen grote sprongen maken van rots naar rots. Alle soorten zetten eitjes af op de bodem. De staart en de kop worden gebruikt als communicatiemiddel; ze worden ritmisch heen- en weer gezwaaid respectievelijk geknikt om signalen af te geven aan soortgenoten.
Op het menu staan insecten en andere ongewervelden, van de soort Liburnascincus scirtetis is bekend dat ook vijgen worden gegeten.

## Soorten
Het geslacht omvat de volgende soorten, met de auteur en het verspreidingsgebied.
| Naam                       | Auteur                    | Verspreidingsgebied                                     |
| -------------------------- | ------------------------- | ------------------------------------------------------- |
| Liburnascincus artemis     | Hoskin & Couper, 2015     | Australië (noordoostelijk Queensland)                   |
| Liburnascincus coensis     | Mitchell, 1953            | Australië (uiterst noordelijk Queensland)               |
| Liburnascincus mundivensis | Broom, 1898               | Australië (groot deel van de kuststrook van Queensland) |
| Liburnascincus scirtetis   | Ingram & Covacevich, 1980 | Australië (noordelijk Queensland)                       |